# خط طول 18° غرب
خط طول 18° غرب هو أحد خطوط الطول الجغرافية، والتي تمتد من القطب الشمالي الجغرافي إلى القطب الجنوبي الجغرافي، وحسب التحويل الزمني يتأخر خط طول 18° غرب عن خط غرينتش بـ1 ساعات و12 دقيقة.

## من القطب إلى القطب
ينطلق خط طول 18° غرب من القطب الشمالي نحو القطب الجنوبي مرورا بالمناطق التي ترد في الجدول التالي:
| الإحداثيات                         | البلد أو الإقليم أو البحر | ملاحظات                                                               |
| ---------------------------------- | ------------------------- | --------------------------------------------------------------------- |
| 90°0′N 18°0′W / 90.000°N 18.000°W  | المحيط المتجمد الشمالي    |                                                                       |
| 82°8′N 18°0′W / 82.133°N 18.000°W  | جرينلاند                  | Prinsesse Margrethe Island، Prinsesse Dagmar Island, و mainland       |
| 79°41′N 18°0′W / 79.683°N 18.000°W | المحيط الأطلسي            | بحر غرينلاند                                                          |
| 78°47′N 18°0′W / 78.783°N 18.000°W | جرينلاند                  | Bourbon Island                                                        |
| 78°44′N 18°0′W / 78.733°N 18.000°W | المحيط الأطلسي            | بحر غرينلاند                                                          |
| 77°46′N 18°0′W / 77.767°N 18.000°W | جرينلاند                  | Ile de France                                                         |
| 77°37′N 18°0′W / 77.617°N 18.000°W | المحيط الأطلسي            | بحر غرينلاند                                                          |
| 75°24′N 18°0′W / 75.400°N 18.000°W | جرينلاند                  | Shannon Island                                                        |
| 75°1′N 18°0′W / 75.017°N 18.000°W  | المحيط الأطلسي            | بحر غرينلاند                                                          |
| 66°33′N 18°0′W / 66.550°N 18.000°W | آيسلندا                   | جزيرة Grímsey                                                         |
| 66°31′N 18°0′W / 66.517°N 18.000°W | المحيط الأطلسي            |                                                                       |
| 66°9′N 18°0′W / 66.150°N 18.000°W  | آيسلندا                   |                                                                       |
| 63°31′N 18°0′W / 63.517°N 18.000°W | المحيط الأطلسي            |                                                                       |
| 28°46′N 18°0′W / 28.767°N 18.000°W | إسبانيا                   | جزيرة لا بالما                                                        |
| 28°45′N 18°0′W / 28.750°N 18.000°W | المحيط الأطلسي            |                                                                       |
| 27°48′N 18°0′W / 27.800°N 18.000°W | إسبانيا                   | جزيرة إل هييرو                                                        |
| 27°38′N 18°0′W / 27.633°N 18.000°W | المحيط الأطلسي            |                                                                       |
| 60°0′S 18°0′W / 60.000°S 18.000°W  | المحيط الجنوبي            |                                                                       |
| 72°32′S 18°0′W / 72.533°S 18.000°W | القارة القطبية الجنوبية   | أرض الملكة مود، المطالب الإقليمية بالقارة القطبية الجنوبية by النرويج |